# Саригюх
Саригю́х (арм. Սարիգյուղ) — село в Тавушской области Армении. На юге от села расположено село Севкар, на западе — село Цахкаван, на севере — село Беркабер, а на востоке проходит граница с Азербайджаном.
Главой сельской общины является Комитас Элларян.

## География
Расположено на левом берегу реки Ахстев, на высоте 800 м над уровнем моря, в 19 км к северу от центра — города Иджевана.
Около деревни Саригюх есть месторождения бентонитовых глин и магния.

## Население
Часть жителей составляют переселенцы из села Воскеван.
| Год         | 1831 | 1897 | 1926 | 1931 | 1939 | 1959 | 1970 | 1979 | 1989 | 2001 | 2004 | 2008 |
| ----------- | ---- | ---- | ---- | ---- | ---- | ---- | ---- | ---- | ---- | ---- | ---- | ---- |
| Численность | 450  | 689  | 730  | 974  | 1115 | 957  | 1033 | 1046 | 1525 | 1178 | 1078 | 1253 |

## Экономика
Население занимается животноводством, овощеводством, выращиванием табака и кормовых культур.

## Достопримечательности
В селе расположено необычное дерево, от мощного ствола которого отходят 13 мощных ветвей, превратившихся в самостоятельные деревья, символизирует Иисуса и его учеников. По легенде, так как и Иуда был его учеником, то дерево в 7 лет раз начинает пылать само по себе.
В 3 км к юго-востоку от посёлка находятся церковь «Цак» (арм. Ծակ), могильник II—I тыс. до н. э. и кладбище с хачкарами XII—XIII веков.